# 発達の最近接領域
発達の最近接領域（はったつのさいきんせつりょういき、ロシア語：Зона ближайшего развития (ЗБР)、英語：Zone of proximal development（ZPD））は、レフ・ヴィゴツキーの構築した心理学理論であり、概念。子どもの発達について、まだ成熟していなくて、成熟中の段階にある過程を意味する。

## 概説
ヴィゴツキーは、発達と教育との関連を考察し、教育は子どもの「現下の発達水準」に基礎をおくのではなく、発達しつつある水準、予測的発達水準に基づいて行われるべきである、とした。この発達しつつある水準、成熟中の段階にあり、次には現下の発達水準に移行すると予想される領域が、発達の最近接領域である。例えば、知能テストにより、現下の発達水準が同じ8歳であるとされている2人の子どもに、援助やヒントを与えた結果、それぞれが到達したところが9歳と12歳である場合、この2人の子どもの発達の最近接領域は異なる。現下の発達水準との開きは、前者では1歳分、後者では3歳分である。最初の知能年齢、つまり子どもが一人で解答する問題によって決定される「現下の発達水準」と、他人との協同のなかで問題を解く場合に到達する水準、いわば「明日の発達水準」との間の差違が、子どもの発達の最近接領域を決定する。教育的な働きかけは、子どもの発達の最近接領域に向けられてこそ有効であると、ヴィゴツキーは主張した。

## 内容
『教授―学習過程における子どもの知的発達』という題で、以下の7編の手稿または講義速記録を集約したものが、ヴィゴツキー没後1934年12月10日に印刷され、1935年に出版されている。編者はザンコフ、シフ、エリコニン。いずれの記録も「発達の最近接領域」の理論に深く関与あるいは接続している。
第1章「学齢期における教授・学習と知的発達の問題」
- ヴィゴツキーの死の直前に書かれ、死後に出版された。教育と発達との関係にかんする理論的問題について、見解を簡潔に、明瞭に表現している[5]。

第2章「就学前期における教授・学習と発達」
- ヴィゴツキーによる「全ロシア就学前教育会議」における講演記録[6]。

第3章「教授・学習との関連における学齢児の知的発達のダイナミズム」
- 1933年12月23日、ブーブノフ名称教育大学障害学講座における報告速記録。教授と発達との相互関係に関する「発達の最近接領域」の理論が、実験的研究のデータとともに記載されている[7]。

第4章「児童期における多言語併用の問題によせて」
- 1928年頃に書かれた手書き原稿。ソ連邦における約130の民族、ほぼ同数の民族語の存在に関して、民族母語とロシア語との二語併用の問題があり、ヴィゴツキーはとくに、少数民族の言語問題に注目した[8]。

第5章「書きことばの前史」
- 1929年から1930年に成立した原稿「健常児と障害児の文化的発達の歴史概説」の第7章。児童心理の研究においてヴィゴツキーが中心的テーマとしたのは、コトバと思考の発達の問題であり、主著『思考と言語』ではあまり触れられていない、書きことばの前史について論じられたもの。子どもの遊びや描画の前史から、それとの関係で子どもの文字学習はいつはじめるべきかという実践的問題にもせまった[7]。

第6章「生活的概念と科学的概念の発達」
- 1933年5月20日、レニングラード児童学研究所科学方法論協議会における報告速記録。心理学研究と教育学研究との統一がここでは実現されている。教授と発達の相互関係に関するヴィゴツキーの理論の基本的資料となった[7]。

第7章「教育過程の児童学的分析について」
- 1933年3月17日、エプシュタイン名称実験障害学研究所における講演速記録。ヴィゴツキーが「児童学」ということばで実際に意味していたのは、子どもの心理学的研究であり、それも教育過程の前提になるような心理発達の法則性ではなくて、教育過程のなかで、それとの複雑な相互関係のなかで発達していく子どもを研究することが、かれの児童学研究の基本的立場であった[9]。

## 心理学の関連項目
- 教授
- 現下の発達水準
- 人間の発達